# 三重県道702号茅原丹生線
三重県道702号茅原丹生線（みえけんどう702ごう ちはらにうせん）は、三重県松阪市から同県多気郡多気町に至る一般県道である。

## 概要

### 路線データ
- 起点：三重県松阪市茅原町字小川3の1番地先[1][2]（三重県道700号小片野駅部田線交点）
- 終点：三重県多気郡多気町丹生字笹広4488の3番地先[1][2]（国道42号交点）
- 重要な経過地：三重県多気郡多気町[1][2]

## 沿革
- 1959年（昭和34年）
  - 1月25日  - 「一般県道702号茅原生首線」として認定[3]
    - 起点：三重県松阪市茅原
    - 終点：三重県多気郡勢和村大字生首
    - 重要な経過地：三重県多気郡多気町

  - 3月31日 - 道路区域の決定[4]
  - 5月19日 - 道路の供用開始[5]

三重県松阪市大字下茅原字小川3の1番地先 から
三重県多気郡多気町大字津留字大久保554の2番地先 を経て
三重県多気郡勢和村大字丹生字笹広4488の3番地先 まで（延長 6.85km）
- 1990年（平成2年）8月31日 - 県道の路線認定の一部改正[6]（路線名の変更）
  - 路線名：一般県道702号茅原丹生線

- 2007年（平成19年）4月1日 - 県道の路線認定の一部改正[7]（終点の変更）
  - 終点：三重県多気郡多気町丹生

## 通過する自治体
- 三重県
  - 松阪市
  - 多気郡多気町

## 接続する道路
- 三重県道700号小片野駅部田線（起点：松阪市茅原町）
- 三重県道421号勢和兄国松阪線（多気町津留 - 多気町丹生で重複）
- 国道42号（熊野街道）（終点：多気町丹生）

## 周辺
- JR紀勢本線
  - 栃原駅
  - 佐奈駅
- 紀勢自動車道 勢和多気インターチェンジ
- 茅広江郵便局
- 丹生郵便局
- シャープ 多気事業部
- 五桂池ふるさと村
- 丹生大師
- コケコッコー共和国